# Plano, Teksas
Plano (IPA: [ˈpleɪnoʊ]) grad je u američkoj saveznoj državi Teksas. Upravno pripada okrugu Collin i, manjim dijelom, Denton. Godine 2007. portal cnnmoney.com proglasio je Plano najbogatijim gradom u SAD-u, sa 77.038 USD prihoda po glavi stanovnika.

## Zemljopis
Plano se nalazi na širem gradskom području Dallasa, od čijeg je centra udaljen 25 km u smjeru sjevera. Površinom se prostire na 185,50 km².

## Stanovništvo
Prema popisu stanovništva iz 2000. godine grad je imao 222.030 stanovnika, 80.875 domaćinstava i 60.575 obitelji. Prosječna gustoća naseljenosti je 1197 stan./km².
Prema rasnoj podjeli u gradu živi najviše bijelaca, 78,26%, Afroamerikanaca ima 5,02%, Azijata 10,18%, Indijanaca 0,36%, stanovnika podrijetlom s Pacifika 0,14%, ostalih rasa 3,86% te izjašnjenih kao dvije ili više rasa 2,28%. Od ukupnoga broja stanovnika njih 10,07% su Latinoamerikanci ili Hispanoamerikanci.

## Gradovi prijatelji
- Brampton, Ontario, Kanada
- San Pedro Garza Garcia, Meksiko
- Hsinchu, Tajvan[3]

## Vanjske poveznice
- Službene stranice grada (engl.) (šp.) (kin.)

### Ostali projekti
|  | Zajednički poslužitelj ima još gradiva o temi Plano, Teksas |